# كينك دوت كوم
كينك دوت كوم هي شركة الإباحية على شبكة الإنترنت مقرها سان فرانسيسكو التي تدير مجموعة من المواقع المخصصة لبي دي إس إم والأوثان ذات الصلة. بدأ كينك في المملكة المتحدة على يد بيتر أكوورث في عام 1997 عندما كان طالب دكتوراه في العلوم المالية في جامعة كولومبيا.

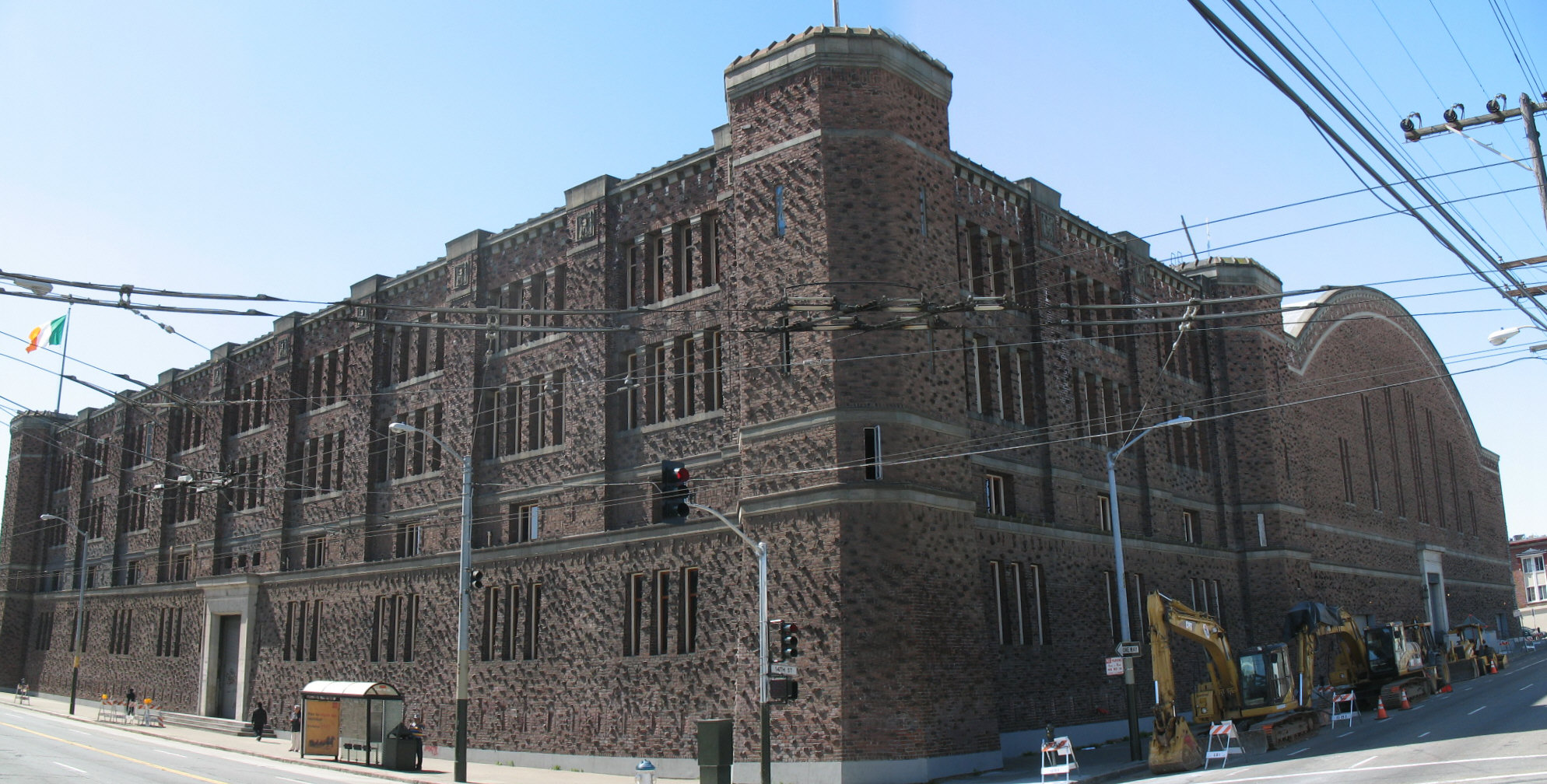
أحد أماكن تصوير الشركة